# Mihaela Blaga
Maria Mihaela Blaga (* 4. März 2004) ist eine rumänische Leichtathletin, die sich auf den Hindernislauf spezialisiert hat, aber auch im Langstreckenlauf an den Start geht.

## Sportliche Laufbahn
Erste internationale Erfahrungen sammelte Mihaela Blaga im Jahr 2021, als sie bei den U20-Balkan-Meisterschaften in Istanbul in 11:02,05 min den fünften Platz über 3000 m Hindernis belegte. Anschließend gewann sie bei den U18-Balkan-Meisterschaften in Kraljevo in 6:53,99 min die Silbermedaille über 2000 m Hindernis und im Dezember wurde sie bei den Crosslauf-Europameisterschaften in Dublin nach 14:39 min 61. im U20-Rennen. Im Jahr darauf gelangte sie bei den U20-Weltmeisterschaften in Cali mit 10:50,24 min auf Rang 14 über 3000 m Hindernis und bei den Crosslauf-Europameisterschaften in Dublin lief sie nach 14:22 min auf dem 50. Platz im U20-Rennen ein. 2023 belegte sie bei den Balkan-Meisterschaften in Kraljevo in 10:15,97 min den sechsten Platz im Hindernislauf und anschließend wurde sie bei den U20-Europameisterschaften in Jerusalem in 10:28,31 min Achte. Im Jahr darauf belegte sie bei den Balkan-Meisterschaften in Izmir in 10:01,23 min den vierten Platz und kurz darauf verpasste sie bei den Europameisterschaften in Rom mit 10:32,84 min den Finaleinzug. Im Dezember landete sie bei den Crosslauf-Europameisterschaften in Antalya nach 28:16 min auf dem 65. Platz im Einzelbewerb. 2025 gelangte sie bei der 2. Liga der Team-Europameisterschaft in Maribor mit 10:28,01 min auf den neunten Platz über 3000 m Hindernis, ehe sie bei den U23-Europameisterschaften in Bergen mit 10:56,43 min den Finaleinzug verpasste. Kurz darauf gelangte sie bei den World University Games in Bochum mit 10:34,84 min auf Rang 16.
In den Jahren 2023 und 2024 wurde Blaga rumänische Meisterin im 3000-Meter-Hindernislauf. Zudem wurde sie 2024 Landesmeisterin im Crosslauf.

## Persönliche Bestleistungen
- 3000 Meter: 9:34,74 min, 23. Juni 2023 in Craiova
  - 3000 Meter (Halle): 9:43,48 min, 20. Januar 2024 in Bukarest
- 2000 m Hindernis: 6:27,72 min, 5. Mai 2024 in Pliezhausen
- 3000 m Hindernis: 10:01,02 min, 29. Juni 2024 in Cluj-Napoca